# Folke Brundin (musiker)
Folke Harald Emil Brundin, född den 23 november 1908 i Hamrånge församling, Gävleborgs län, död den 19 mars 1962 i Stockholm, var en svensk kyrkomusiker.
Brundin avlade organist-, musiklärar- och kantorsexamen vid Musikhögskolan. Han genomgick solosångsklassen vid Musikhögskolan och bedrev studier i sång för Set Svanholm, Joseph Hislop och John Forsell samt i dirigering för Carl Garaguly och Mogens Wöldike. Brundin tilldelades Christina Nilsson-stipendiet 1934. Han var organist i Skeppsholms församling 1935–1938, kantor i Adolf Fredriks församling 1939–1954 samt organist och körledare där från 1954. Brundin var andre förbundsdirigent i Stockholms stifts kyrkosångarförbund och i Stockholms sångarförbund samt dirigent i sångsällskapet De Svenske.